# Parco nazionale di Malka Mari
Il Parco nazionale di Malka Mari è una area naturale protetta del Kenya istituita nel 1989 che si trova nel Kenya nord-orientale al confine con l'Etiopia.

## Territorio
L'area protetta ha una forma grossomodo triangolare con una superficie complessiva di 876 km² e si trova nella punta settentrionale della contea di Mandera al confine con l'Etiopia. Il parco si sviluppa sull'altopiano di Mandera e il suo confine nord-orientale corre lungo il fiume Daua (affluente del Giuba).
Il parco è stato istituito nel 1989 a causa della sua elevata concentrazione di fauna selvatica, ma per la sua posizione, il clima molto caldo e una certa instabilità politica della regione, di fatto non si è sviluppato turisticamente. Il parco si trova a circa 750 km a nord-est di Nairobi e quasi 1.000 km a nord di Mombasa, pertanto il modo più semplice per raggiungere il parco è dall'Aeroporto di Mandera che dista circa 220 km da Malka Mari. Mandera non è tuttavia servito da voli commerciali regolari, per cui bisogna utilizzare voli charter con operatori turistici. Altre possibili soluzioni per raggiungere il parco sono quelle di utilizzare voli charter verso le due piste di atterraggio che si trovano intorno al parco, una a Banissa, a circa 70 km a sud-ovest del parco, e l'altra che si trova all'interno del parco stesso.
È da notare che tutta la valle del fiume Daua costituisce, insieme a quella del fiume Giuba e del Uebi Scebeli, una zona molto importante per la conservazione degli uccelli endemici (EBA) chiamata Jubba and Shabeelle valleys.
Sul lato nord-occidentale il parco arriva fino al confine con l'Etiopia. Oltre il confine si trova un'area protetta etiope chiamata Parco nazionale di Geraille, noto anche come Riserva di caccia controllata di Borana.
Il parco si trova all'interno dell'ecoregione della Boscaglia e macchia di Acacia-Commiphora somala.
Il clima del parco è caldo e secco.

## Biodiversità

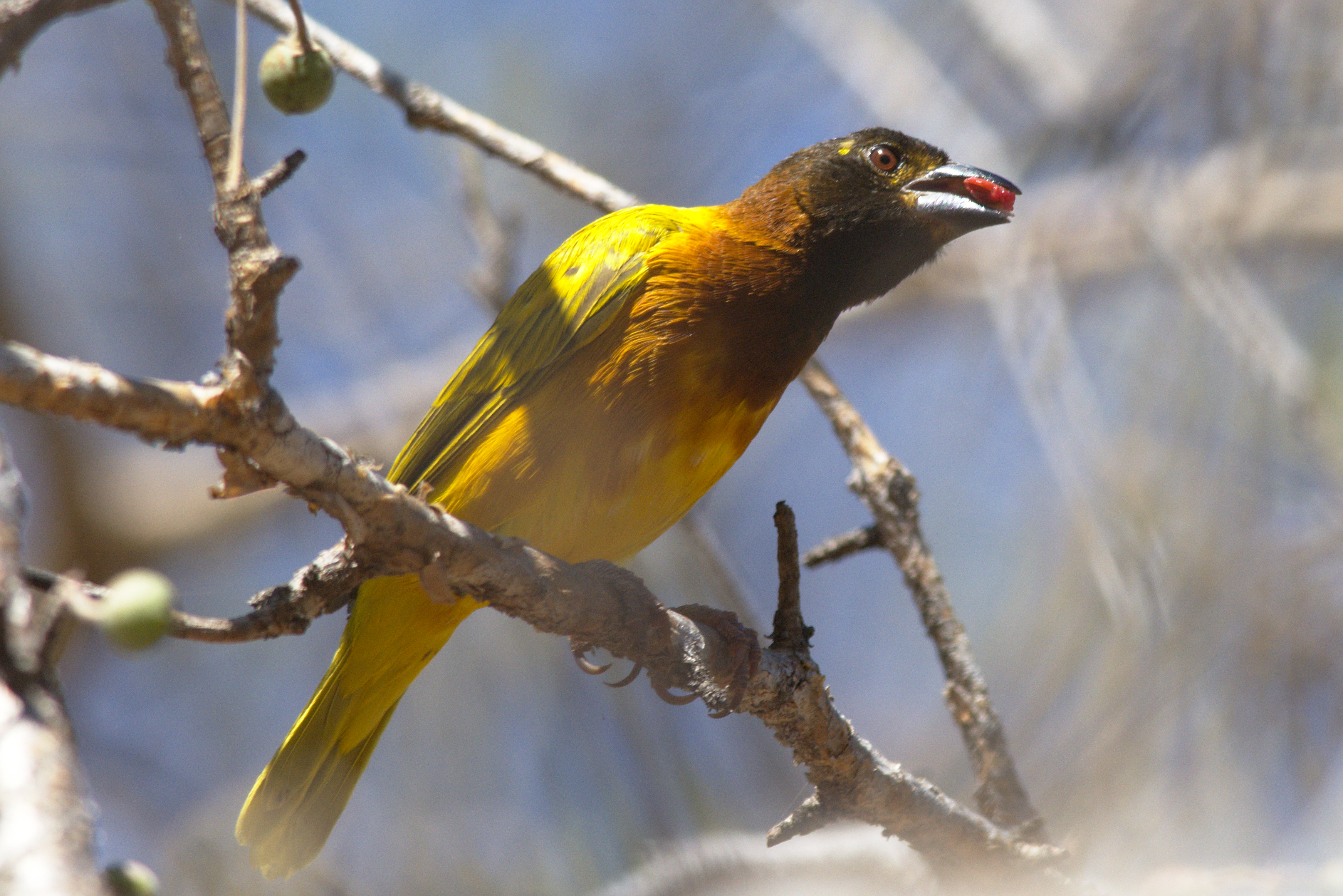
Ploceus dichrocephalus lungo il Daua

L'area dell'altopiano è una boscaglia semi-desertica mentre lungo il fiume Daua si trovano boschi ripariali e palme. L'area è considerata un sito per l'endemismo vegetale.
Per quanto riguarda la fauna il parco ospita la giraffa somala (Giraffa reticulata), la iena maculata (Crocuta crocuta), dik-dik (Madoqua), e coccodrilli del Nilo (Crocodylus niloticus).
Per l'avifauna uno studio condotto nel 2008 nell'area dei boschi ripariali lungo il foumne Daua ha registrato la presenza di 22 specie di uccelli. Le specie più comuni erano la 
tortora luttuosa africana (Streptopelia decipiens perspicillata) e il tordo delle palme macchiato (Cichladusa guttata), mentre le specie più rare erano l'airone striato (Butorides striatus) e il corvo del deserto (Corvus ruficollis). Il tessitore di Salvadori (Ploceus dichrocephalus) non è del tutto confinato lungo la vegetazione fluviale del fiume Daua.